# Canton de Sèvres
Le canton de Sèvres est une ancienne division administrative française située dans le département des Hauts-de-Seine et la région Île-de-France.
À la suite du redécoupage cantonal de 2014, le canton est supprimé et son territoire intégré au canton de Boulogne-Billancourt-2.

## Histoire

### Département deSeine-et-Oise
- Le Canton de Sèvres est créé en 1793 puis, à nouveau, en 1801 dans l'ancien département de Seine-et-Oise[1].
- De 1833 à 1848, les cantons de Palaiseau et de Sèvres avaient le même conseiller général. Le nombre de conseillers généraux était limité à 30 par département[2].
- Le canton est rescindé par le décret du 28 janvier 1964, afin de permettre la création du canton de Meudon et du canton de Saint-Cloud. Les communes de Chaville, Marnes-la-Coquette, Sèvres et Ville-d'Avray constituent son territoire[3].

### Département desHauts-de-Seine
Dans le cadre de la mise en place du département des Hauts-de-Seine, le canton est recréé par le décret du 20 juillet 1967, et ne contient plus que la seule commune de Sèvres.
Un nouveau découpage territorial des Hauts-de-Seine entre en vigueur à l'occasion des premières élections départementales suivant le décret du 26 février 2014. Les conseillers départementaux sont, à compter de ces élections, élus au scrutin majoritaire binominal mixte. Les électeurs de chaque canton élisent au Conseil départemental, nouvelle appellation du Conseil général, deux membres de sexe différent, qui se présentent en binôme de candidats. Les conseillers départementaux sont élus pour 6 ans au scrutin binominal majoritaire à deux tours, l'accès au second tour nécessitant 12,5 % des inscrits au 1er tour. En outre la totalité des conseillers départementaux est renouvelée. Ce nouveau mode de scrutin nécessite un redécoupage des cantons dont le nombre est divisé par deux avec arrondi à l'unité impaire supérieure si ce nombre n'est pas entier impair, assorti de conditions de seuils minimaux. Dans les Hauts-de-Seine, le nombre de cantons passe ainsi de 45 à 23.
Dans ce cadre, le canton est supprimé, et son territoire rattaché au canton de Boulogne-Billancourt-2.

## Représentation

### Conseillers généraux: département deSeine-et-Oise(1833 à 1967)
| Période | Période          | Identité                        | Étiquette                                      | Qualité |
| ------- | ---------------- | ------------------------------- | ---------------------------------------------- | --- |
| 1833    | 1838 (décès)     | Denis Jacques Collas            |                                                | Négociant à Sèvres |
| 1838    | 1842             | Antoine Banès                   |                                                | Ancien agent de change Maire de Meudon (1835-1838)                                                                          |
| 1842    | 1848             | François Pigeon                 |                                                | Maire de Palaiseau (1843-1848), conseiller d'arrondissement du canton de Palaiseau                                          |
| 1848    | 1850 (démission) | Philippe Jules Berthon          |                                                | Chef de bureau au Ministère de l'Intérieur Maire de Saint-Cloud (1837-1850)                                                 |
| 1850    | 1852             | Antoine Banès                   |                                                | Directeur d'exploitation du Chemin de Fer de Paris à Orléans Propriétaire, maire de Meudon (1835-1838)                      |
| 1852    | 1858             | Louis Bernard dit de Rennes     |                                                | Conseiller à la Cour de Cassation, propriétaire à Ville-d'Avray                                                             |
| 1858    | 1871             | Amédée Dailly                   |                                                | Officier, attaché aux Affaires étrangères Maire de Viroflay (1855 → 1871)                                                   |
| 1871    | 1886             | Jean Baptiste Augustin Fréville | Républicain                                    | Avocat à la Cour Royale de Paris Administrateur de la Compagnie de Suez, conseiller municipal de Sèvres                     |
| 1886    | 1910             | Albert Gauthier de Clagny       | Républicain Nationaliste (Ligue des patriotes) | Avocat au Conseil d'Etat et à la Cour de Cassation Député (1889 → 1910) Propriétaire rue de Monceau à Paris et à Versailles |
| 1910    | 1922             | Henri Ganet                     | Rad.                                           | Ancien instituteur, suppléant du juge de paix Maire de Sèvres (1908 → 1921)                                                 |
| 1922    | 1928             | Gaston Delétré (1872-1957)      | RG                                             | Médecin à Sèvres |
| 1928    | 1933 (décès)     | André Maningue                  | URD                                            | Maire de Ville-d'Avray (1919 → 1933), conseiller d'arrondissement                                                           |
| 1934    | 1940             | Adrien Duroisel                 | URD                                            | Adjoint au maire de Sèvres, conseiller d'arrondissement Nommé conseiller départemental en 1943                              |
|         |                  |                                 |                                                | |
| 1945    | 1964             | Michel Devèze                   | MRP puis DVD                                   | Enseignant,propriétaire à Saint-Cloud Député (1945)                                                                         |
| 1964    | 1967             | Charles Odic                    | DVD                                            | Médecin-chef à l'hôpital Maire de Sèvres (1964 → 1971)                                                                      |

### Conseillers d'arrondissement (de 1833 à 1940)
Le canton de Sèvres appartenait à l'arrondissement de Versailles.
| Période                                  | Période | Identité                                 | Étiquette | Qualité |
| ---------------------------------------- | ------- | ---------------------------------------- | --------- | --- |
| 1833                                     | 1848    | M. Félines                               |           | Ancien négociant, Sèvres                                                                                                |
| 1848                                     | 1855    | Hippolyte François Schneider (1787-1872) |           | Suppléant du juge de paix à Sèvres                                                                                      |
| 1855                                     | 1861    | Alphonse Loubat                          |           | Ingénieur pionnier de l'installation du tramway hippomobile en France, maire de Sèvres (1854-1855)                      |
| 1861                                     | 1871    | Amédée Amette                            |           | Secrétaire de la Faculté de Médecine de Paris, propriétaire à Versailles, maire de Sèvres (1855-1864)                   |
| 1871                                     | 1874    | Georges Ménager                          |           | Notaire à Sèvres |
| 1874                                     | 1880    | M. Leserre                               |           | Brasseur et négociant à Chaville                                                                                        |
| 1880                                     | 1886    | Pierre Ernest Cadet                      |           | Chef de bureau au Ministère de l'Instruction publique, maire de Chaville (1875-1887)                                    |
| 1886                                     | 1919    | André Guillaume                          |           | Négociant en diamants, ancien maire de Garches (1888-1891), propriétaire à Paris, Rue Godot-de-Mauroy puis Rue Taitbout |
| 1919                                     | 1925    | Albert Nérot (1840-1929)                 |           | Ancien responsable à la Compagnie du canal de Suez, adjoint au maire de Sèvres                                          |
| 1925                                     | 1928    | André Maningue                           | URD       | Maire de Ville-d'Avray                                                                                                  |
| 1928                                     | 1934    | Adrien Duroisel                          | URD       | Médecin, adjoint au maire de Sèvres                                                                                     |
| 1934                                     | 1937    | Joseph Loiret (1874-1938)                |           | Inspecteur général des Mines, propriétaire, maire de Meudon (1929-1935)                                                 |
| 1937                                     | 1940    | Henri Berland                            | PC-SFIC   | Ouvrier tailleur, Chaville, rédacteur à L'Humanité Déchu de son mandat en février 1940 (Décret Daladier)                |
| 1940                                     |         |                                          |           | Les conseils d'arrondissement ont été suspendus par la loi du 12 octobre 1940 et n'ont jamais été réactivés             |
| Les données manquantes sont à compléter. |         |                                          |           | |

### Conseillers généraux: département desHauts-de-Seine(1967 à 2015)
| Période | Période      | Identité                                  | Étiquette           | Qualité |
| ------- | ------------ | ----------------------------------------- | ------------------- | --- |
| 1967    | 1970         | Georges Lenormand                         | PCF                 | Menuisier à la TIRU (Traitement industriel des résidus urbains) d’Issy-les-Moulineaux Maire de Sèvres (1971 → 1980) |
| 1970    | 1976         | Geneviève Caillonneau                     | DVD                 | Conseillère municipale de Sèvres                                                                                    |
| 1976    | 1982         | Georges Lenormand                         | PCF                 | Retraité Maire de Sèvres (1971 → 1980)                                                                              |
| 1982    | 2005 (décès) | Jean Caillonneau (époux de G.Caillonneau) | UDF-CDS puis UDF-FD | Chef d'entreprise Maire de Sèvres (1983 → 1995)                                                                     |
| 2006    | 2015         | François Kosciusko-Morizet                | UMP                 | Ingénieur général des ponts et chaussées Maire de Sèvres (1995 → 2014) Vice-Président du Conseil Général            |

## Composition

### Avant 1964
Le canton était composé des communes de Chaville, Garches, Marnes-la-Coquette, Meudon, Saint-Cloud, Sèvres, Vaucresson et Ville-d'Avray.

### Période 1964-1967
Le canton était composé des quatre communes de Chaville, Marnes-la-Coquette, Sèvres et Ville-d'Avray.

### Période 1967-2015
| Nom                | Code Insee | Codepostal | Superficie (km2) | Population (dernière pop. légale) | Densité (hab./km2) |
| ------------------ | ---------- | ---------- | ---------------- | --------------------------------- | ------------------ |
| Sèvres (chef-lieu) | 92072      | 92310      | 3,91             | 23 572 (2012)                     | 6 029              |

## Démographie
| 1962   | 1968   | 1975   | 1982   | 1990   | 1999   | 2006   | 2011   | 2012   |
| ------ | ------ | ------ | ------ | ------ | ------ | ------ | ------ | ------ |
| 20 129 | 20 083 | 21 149 | 20 208 | 21 990 | 22 534 | 23 726 | 23 278 | 23 572 |

## Pour approfondir